# Petra Schelm
Petra Schelm (Amburgo, 16 agosto 1950 – Amburgo, 15 luglio 1971) è stata una terrorista tedesca, membro dell'organizzazione terroristica di estrema sinistra Rote Armee Fraktion (RAF). È stata uccisa in una sparatoria con la polizia, il primo membro della RAF a morire in un'operazione di polizia.

## Biografia
Schelm si formò come parrucchiera perché in seguito voleva lavorare come truccatrice. Dopo aver completato il suo apprendistato, lavorò  per un po' in un negozio di arti e mestieri. Ottenne poi un lavoro come hostess per una compagnia di viaggi americana.
Successivamente visse a Berlino in una comune e fu attiva nell'opposizione extraparlamentare. Lì conobbe anche il suo amico Manfred Grashof. Si dice che sia stata attiva con Ulrike Meinhof e Horst Mahler nel gruppo di lavoro "Rent and Housing" al Märkisches Viertel di Berlino, dedicato alla "riabilitazione dei gruppi sociali marginali". Tuttavia, l'entità del suo coinvolgimento nel gruppo di lavoro non venne chiarita. Un ex dipendente disse a Der Spiegel: "In realtà, dovrei conoscerla, ma non la conosco."

### Addestrata in Giordania
Nel giugno 1970 si recò in Giordania attraverso Berlino Est, dove ricevette un  addestramento militare in un campo insieme ad altri membri della RAF. A causa di varie divergenze con il Fatah palestinese, l'addestramento fu comunque interrotto prematuramente. Il gruppo tornò a Berlino nell'agosto 1970. Nella primavera del 1971, la Corte federale di giustizia emise un mandato d'arresto per Petra Schelm e incluse la sua foto in un avviso di ricercata. Ciò si basava sul sospetto che la sua conoscenza di Ulrike Meinhof e del suo ambiente potesse trasformarsi in un coinvolgimento in un'organizzazione criminale.
Quando Petra Schelm morì, i contatti con i suoi genitori si erano persi da molto tempo. Li presentò a Manfred Grashof, che chiese a suo padre la mano di sua figlia. Quando il padre rifiutò, ne seguì la rottura.

### Conflitto a fuoco e morte

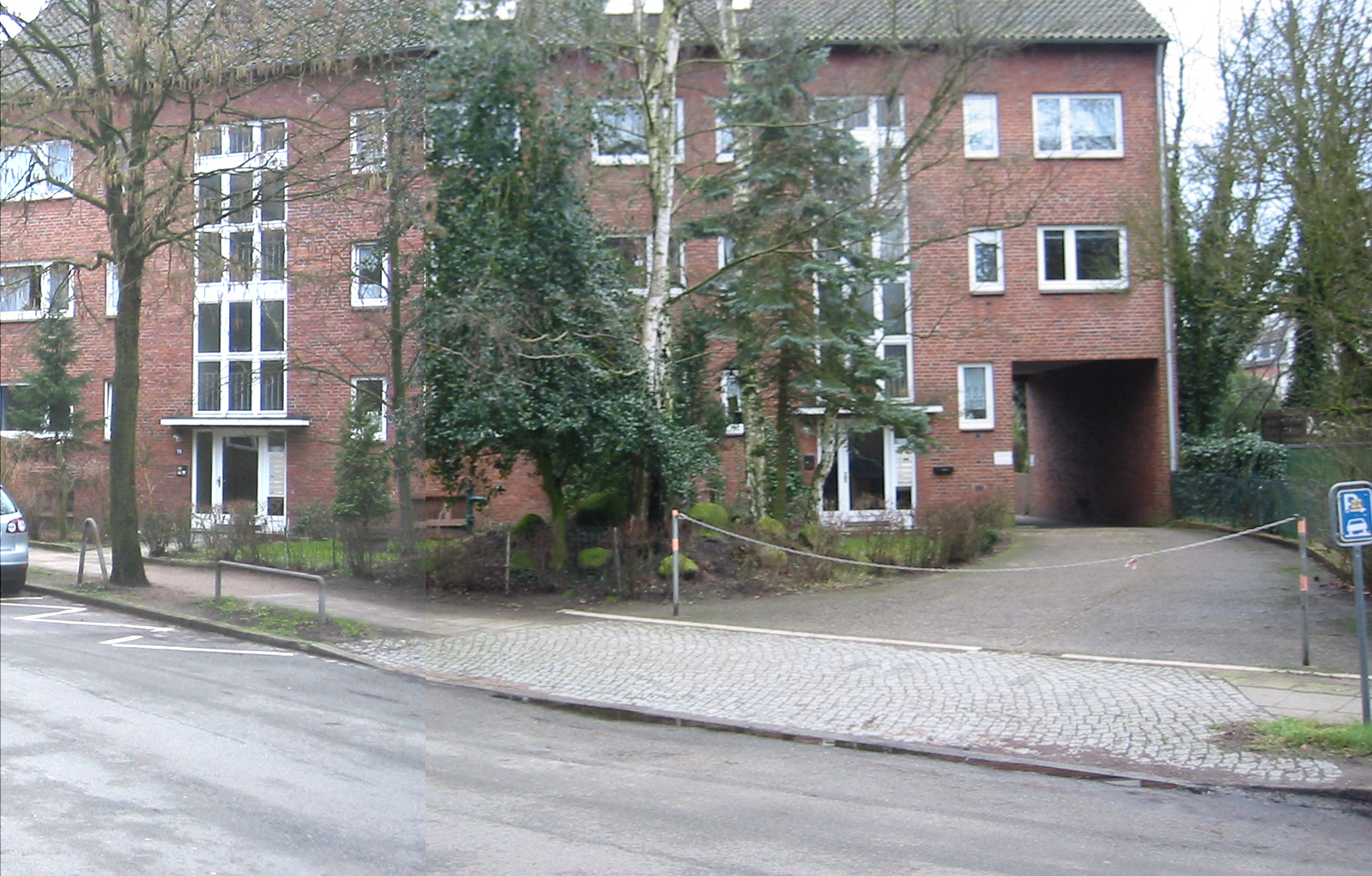
Casa sulla Reineckestrasse ad Amburgo, davanti alla quale Schelm venne uccisa

Il 15 luglio 1971, nell'ambito di una caccia all'uomo su larga scala nel nord della Germania per una cinquantina di membri della RAF, Schelm, accompagnata da un compagno della RAF Werner Hoppe, sfondò un posto di blocco nella Stresemannstrasse di Amburgo con l'auto, una BMW. Dopo un inseguimento, il veicolo venne bloccato a Bahrenfelder Kirchenweg.  Hoppe e Schelm saltarono fuori dal veicolo, spararono più volte contro gli agenti di polizia che li inseguivano, e fuggirono a piedi attraverso Von-Sauer-Strasse fino a Reineckestrasse. Hoppe e Schelm si separarono nei giardini dall'altra parte della strada. Hoppe fu seguito da un elicottero della polizia e catturato, Schelm invece non si arrese.  Di ritorno in Reineckestrasse, Petra Schelm fu individuata dalla polizia. Lei gettò via una giacca che aveva su un braccio per rivelare una pistola e sparò alla polizia che rispose al fuoco. Jillian Becker afferma che Schelm venne uccisa da una raffica di mitra, ma Stefan Aust sostiene che fu una singola ferita da proiettile alla testa a uccidere Schelm. Inoltre, una fotografia in primo piano di Schelm scattata sulla scena subito dopo la sua morte (probabilmente da un fotografo della polizia) mostra chiaramente una singola ferita da arma da fuoco attraverso l'occhio.

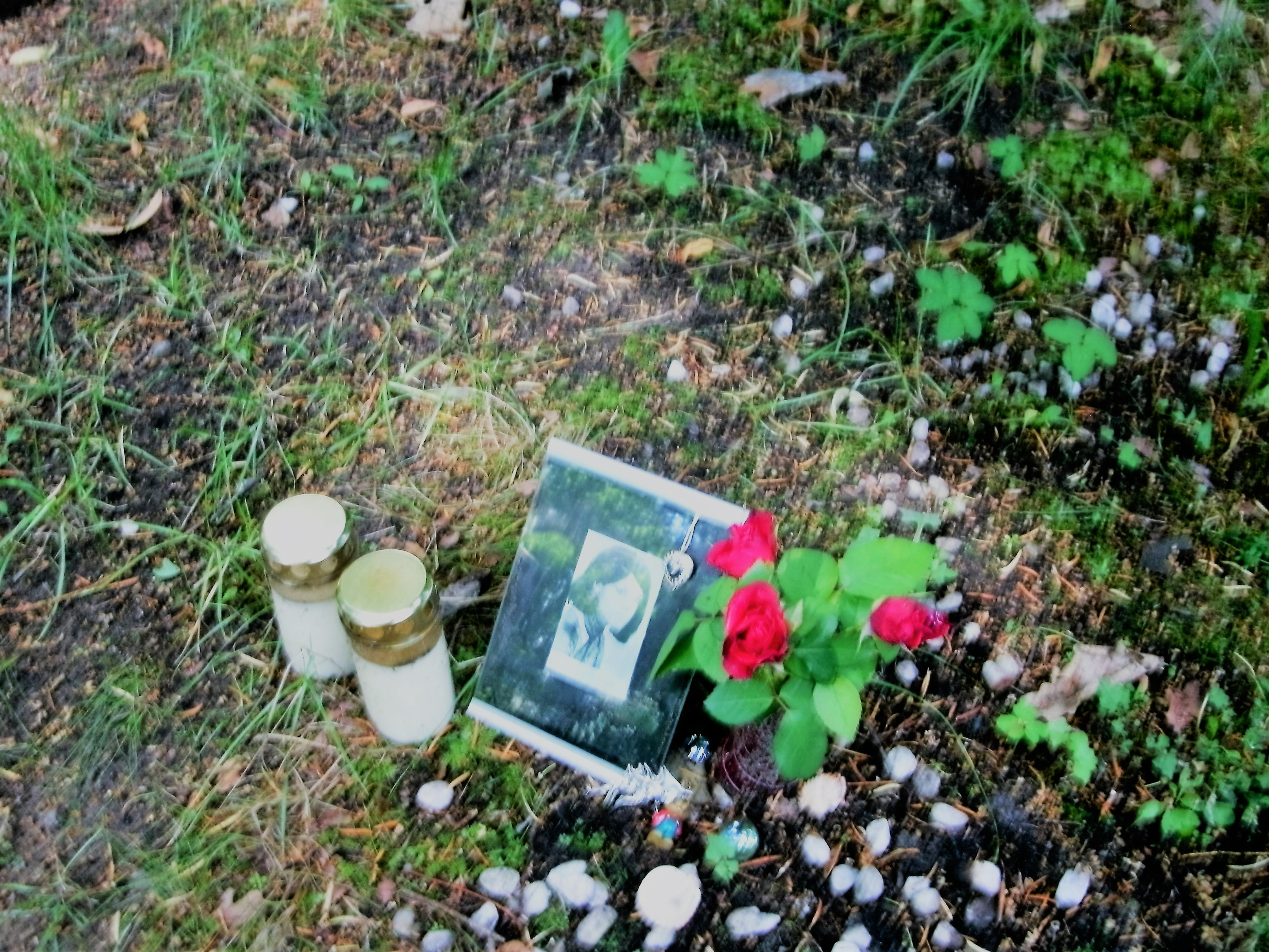
Tomba di Petra Schelm

Secondo i resoconti dei testimoni oculari, Petra Schelm rimase sdraiata sul marciapiede per almeno dieci minuti dopo il colpo mortale senza che fossero stati prestati soccorsi. La polizia inizialmente credeva che la donna morta fosse Ulrike Meinhof. Infatti il DPA riportò erroneamente la morte di Meinhof alle 16:16, ma la negò alle 16:28.
Alcuni membri della RAF chiesero una punizione per la morte di Schelm. Fu sepolta in un cimitero di Spandau. Al suo funerale, una cinquantina di giovani depose una bandiera rossa sulla sua tomba, anche se poco dopo arrivarono i poliziotti rimuovendola.
Insieme a una serie di altri casi di colpi mortali da parte di agenti di polizia tedeschi, la morte di Schelm nel 1971 innescò un dibattito pubblico sull'intensificazione dell'addestramento all'artiglieria per gli agenti di polizia tedeschi.
Come preludio all'offensiva di maggio della Rote Armee Fraktion, l'11 maggio 1972, il "Petra Schelm Command" effettuò un attacco al quartier generale del V Corpo delle forze armate statunitensi a Francoforte sul Meno. Quando tre bombe esplosero, il tenente colonnello americano Paul A. Bloomquist venne ucciso e altri tredici feriti.